# 東華三院鶴山學校
東華三院鶴山學校（英語：T.W.G.Hs Hok Shan School）前身為鶴山同鄉會鶴山學校及東華三院李西疇紀念小學，兩校於2005年響應教育統籌局共享資源優勢互補政策而合併，雙方辦學團體決定採用原鶴山學校校舍並斥資280萬改善校舍設施以提升教學效能，而校名則更名為東華三院鶴山學校，繼續服務南區，為區內提供小學教育服務。而現時的校舍為鶴山同鄉會鶴山學校的舊址。

## 歷史
- 1959年：東華三院李西疇紀念小學於上環荷李活道文武廟側成立
- 1969年：鶴山學校成立
- 1997年：羅宗淦紀念小學受屋邨清拆影響，借用鶴山學校部分課室繼續辦學
- 2000年，羅宗淦紀念小學因無法爭取新校而即將結束，停止借用此校課室
- 2005年7月：新翼校舍（陸容章教學樓）落成啟用
- 2005年9月：兩校合併

## 辦學宗旨
- 有教無類，五育並重，全人教育為辦學宗旨。

## 合併後歷任校長
- 吳羨君 女士（2005年 - 2010年）
- 余錦泉 先生（2010年 - 2016年）
- 簡俊達 先生（2016年 - 2021年，後調任同系曾憲備小學創校校長）
- 何妙賢 女士（2021年 - 2022年，署理校長）
- 賴嘉欣 女士（2022年 - 2023年，署理校長）
- 陳世剛 先生 (2023年 -      )

## 設施

### 校內基本設施
- 標準課室24個

(高小課室設備：互動電子屏幕、實物投影機及中央廣播系統)
(低小課室設備：互動電子屏幕、實物投影機及中央廣播系統)
- 小型籃球場、小型足球場
- 禮堂(飯堂)
- 多用途活動室
- 地下一廁所設有冷氣
- 新翼校舍設有冷氣

### 校內特別設施
- 中文室
- 英語室x2
- 數學室
- 遊戲室
- 家教會室
- 校內圖書館
- 電腦室連校園電視台
- 體適能提升中心(eSports Space)
- STEAM室 (Dream Builder Space)
- 多用途活動室
- 教育心理輔導室
- 言語治療室
- 視覺藝術室
- 音樂室x2
- 舞蹈室
- 園藝閣

## 學校生活主題
- 細心觀察 用心聆聽 虛心學習（2005年-2009年）
- 愛閱讀 愛健康 能自學（2010年-2013年）
- Happy Steam School (HSS)

## 著名/傑出校友
鶴山同鄉會鶴山學校舊生
- 梁俊佳：香港補習名師

## 外部連結
- 東華三院鶴山學校網站 （页面存档备份，存于）